# Dictum de omni et nullo
Dictum de omni et nullo (dit de tot i de no res) és un principi de la lògica aristotèlica compost dels dos principis dictum de omni i dictum de nullo.

## Dictum de omni
Dictum de omni (a vegades malinterpretat com l'inici universal és el principi allò qualsevol cosa és universalment afirmat d'una classe és afirmable també per a qualsevol subclasse d'aquella classe.

Exemple:

(1) Els gossos són mamífers.

(2) Els mamífers tenen fetges. 

Per això
(3) Els gossos tenen fetges.

La premissa (1) manifesta que «gossos» és una subclasse de la classe «mamífers».

La premissa (2) és un Sil·logisme sobre la classe «mamífer».

La declaració (3) conclou que el que és veritable de la classe «mamífer» és veritable a la subclasse "gos".

## Dictum de nullo
Dictum de nullo és el principi relacionat allò qualsevol cosa és negat d'una classe és de la mateixa manera negat de qualsevol subclasse d'aquella classe.

Exemple:

(1) Els gossos són mamífers .

(4) Els mamífers no tenen brànquies.

Per això
(5) Els gossos no tenen brànquies.

La premissa (1) manifesta que "gossos" és una subclasse de la classe "mamífers".

La premissa (4) és un sil·logisme negatiu sobre la classe "mamífer".

La declaració (5) conclou que el que no és veritable de la classe "mamífer" no és veritable a la subclasse "gos".